# 大曾根氏
大曾根氏（おおそねし）は日本の氏族、武家、御家人。大曽根、大曾禰とも呼ぶ。

## 藤原姓安達氏流
本姓を藤原氏とし、安達氏の傍系とする家系に大曾根氏あり。出羽国最上郡大曾根庄より起こる。大曾根荘は藤原頼長の所有であり藤原基衡が管理を任されていたが、保元の乱による頼長の死によって後院領となった。その後奥州藤原氏の滅亡とともに安達氏が地頭となり安達盛長の子時長が地名から大曾根氏を名乗った。しかし、霜月騒動で安達氏本宗家が滅ぶと大曾根氏もそれに殉じた。
```
系譜　安達藤九郎盛長―大曾根次郎兵衛時長―上総介盛泰―上総介長経―上総介宗長―上総介長顕
```

傍流に下記の系統あり。
```
系譜　大曾根次郎兵衛時長―二郎左衛門尉盛経―太郎左衛門尉長頼―弾正忠右衛門尉頼泰―三郎頼方
```

## 武蔵国の大曾根氏
武蔵国都筑郡寺家村に大曾根氏ありという。大曾根飛騨守の末裔と伝える。後北条氏の家臣であるが同氏滅亡の後、同村に移るという。

## 上総国の大曾根氏
上総土岐氏の家臣。土岐頼春の配下の武将に大曾根右馬允がいる。

## 蜂須賀氏家臣の大曾根氏
蜂須賀氏の創業有功の臣に大曾根氏ありという。

## 常陸国の大曾根氏
- 大曾根繁蔵 - 久慈郡島村の百姓。天狗党の乱で田丸稲之衛門軍に加わる。元治元年（1864年）11月16日、上野国甘楽郡下仁田で高崎藩兵と戦い討ち死にする。享年33。靖国神社合祀[3]。